# Schmitz (Familienname)

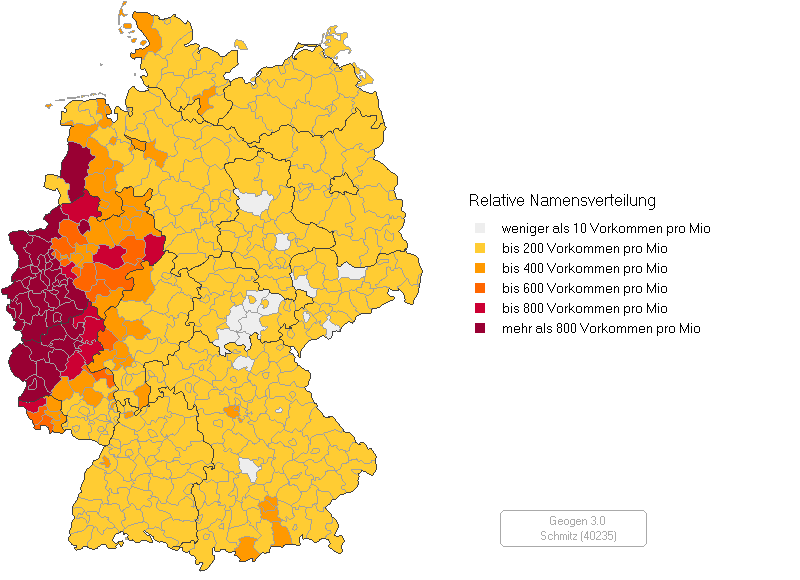
Relative Häufigkeit des Familiennamens Schmitz in Deutschland (Stand: Mai 2010)

Schmitz ist eine Variante des Familiennamens Schmidt. Die Etymologie des Namens findet sich unter Schmidt.

## Namensträger

### A
- Adele Schmitz (1868–1951), deutsche Frauenrechtlerin
- Adolf Schmitz (1825–1894), deutscher Maler
- Albert Schmitz (1871–1942), deutscher Fabrikant (ermordet im KZ Treblinka)
- Alfred Schmitz (Fabrikant) (1858–1927), Schweizer Unternehmer und Firmengründer
- Alfred Schmitz (Ingenieur) (* 1963), deutscher Ingenieur und Akustiker
- Aliana Schmitz (* 1998), deutsche Schauspielerin und Sprecherin
- André Schmitz (Dichter) (* 1929), belgischer Dichter
- André Schmitz (* 1957), deutscher Politiker und Kulturmanager
- Andreas Schmitz (Bankmanager) (* 1960), deutscher Bankmanager
- Andreas Schmitz (Jurist) (* 1961), deutscher Jurist und Richter
- Andreas Schmitz (Zoologe) (* 1971), deutscher Herpetologe
- Andreas Schmitz (Comiczeichner) (* 1973), deutscher Comiczeichner
- Änne Schmitz (1911–1999), deutsche Politikerin und Gerechte unter den Völkern
- Aenne Kurowski-Schmitz (1894–1968), deutsche Juristin und Diplomatin
- Anselm Schmitz (1831–1903), deutscher Fotograf
- Anton Schmitz (Politiker) (1852–1934), deutscher Jurist und Politiker (FVp)
- Anton Schmitz (Maler) (1855–1935), deutscher Maler
- Anton Schmitz (Ringer), österreichischer Ringer
- Anton Schmitz (Verwaltungsbeamter), deutscher Verwaltungsbeamter
- Antonia Schmitz (* 1984), deutsches Model
- Arnold Schmitz (1893–1980), deutscher Musikwissenschaftler, Pianist und Komponist
- Aron Hector Schmitz (1861–1921), italienischer Schriftsteller, siehe Italo Svevo
- Arthur Schmitz (* 1961), luxemburgischer Fußballspieler
- August Schmitz (1851–1935), deutsch-schwedischer Industrieller und Politiker

### B
- Barbara Schmitz (Philosophin) (* 1968), deutsche Philosophin und Hochschullehrerin
- Barbara Schmitz (* 1975), deutsche römisch-katholische Theologin
- Benno Schmitz (* 1994), deutscher Fußballspieler
- Bernd Schmitz (1878–1943), deutscher Lehrer und Autor plattdeutscher Werke
- Bernhard Schmitz (1819–1881), deutscher Romanist und Anglist
- Bertram Schmitz (* 1961), deutscher evangelischer Theologe und Hochschullehrer für Religionswissenschaft
- Bettina Schmitz (Ägyptologin) (* 1948), deutsche Ägyptologin
- Bettina Schmitz (Medizinerin) (* 1960), deutsche Neurologin und Psychotherapeutin
- Bettina Schmitz (Philosophin) (* 1962), deutsche Philosophin und Schriftstellerin
- Birgit Schmitz (* 1971), deutsche Lektorin, Autorin und Verlagsleiterin
- Boris Schmitz (* 1962), deutscher Violinist
- Bram Schmitz (* 1977), niederländischer Radrennfahrer
- Brita Schmitz-Hübsch (* 1942), deutsche Politikerin (CDU)
- Bruna Schmitz (* 1990), brasilianische Surferin
- Bruno Schmitz (1858–1916), deutscher Architekt
- Bruno Schmitz-Lenders (1875–nach 1955), deutscher Botaniker, Förster und Fachautor

### C
- Carl Schmitz (Schauspieler) (1880–1971), deutscher Schauspieler und Bühnenautor
- Carl Schmitz-Morkramer (1905–1973), deutscher Jurist und Bankmanager
- Carl Schmitz-Pleis (1877–1943), deutscher Maler
- Carl August Schmitz (1920–1966), deutscher Ethnologe
- Carl H. J. Schmitz (Carl Hermann Josef Schmitz: 1885–1962), deutscher Architekt
- Carl Ludwig Schmitz (Maler) (C. L. Schmitz; 1817/1818–nach 1859), deutscher Landschaftsmaler
- Carl Ludwig Schmitz (Bildhauer) (1900–1967), deutsch-amerikanischer Bildhauer
- Carolin Schmitz (* 1967), deutsche Regisseurin und Drehbuchautorin
- Caspar Schmitz-Morkramer (* 1973), deutscher Architekt
- Ceci Schmitz-Chuh (* 1991), deutsche Schauspielerin, siehe Ceci Chuh
- Christian Schmitz (Eishockeyspieler) (* 1971), deutscher Eishockeyspieler
- Christian Schmitz (Wirtschaftswissenschaftler) (* 1978), deutscher Wirtschaftswissenschaftler
- Christian Schmitz (Leichtathlet) (* 1983), deutscher Langläufer und Hindernisläufer
- Christian Schmitz-Rheinfeld (1905–nach 1966), deutscher Autor
- Christian Schmitz-Steinberg (1920–1981), deutscher Musiker, Arrangeur und Komponist
- Christine Schmitz (* 1958), deutsche Altphilologin
- Christoph Schmitz (Kameramann), Kameramann
- Christoph Schmitz (Gewerkschafter) (* 1965), deutscher Journalist und Gewerkschafter
- Christoph Schmitz (Mediziner) (* 1965), deutscher Neuroanatom und Hochschullehrer
- Christoph Schmitz-Scholemann (* 1949), deutscher Richter, Autor und Übersetzer
- Christoph Maria Josef Schmitz (1796–1866), deutscher Techniker, Bergingenieur
- Claudia Schmitz-Esser (* 1983), österreichische Autorin und Künstlerin
- Claudius Schmitz (* 1957), deutscher Wirtschaftswissenschaftler und Hochschullehrer
- Clementinus Schmitz (1755–1844), deutscher römisch-katholischer Geistlicher und Franziskaner

### D
- David Hugo Schmitz (* 1993), deutscher Schauspieler und Sänger
- Denis Schmitz (* 1989), deutscher Musiker
- Dieter Hermann Schmitz (* 1963), deutscher Autor
- Dietmar Schmitz (* 1968), deutscher Mediziner und Neurowissenschaftler
- Dirk Schmitz, deutscher provinzialrömischer Archäologe
- Dominic Musa Schmitz (* 1987), deutscher Aussteiger aus der Salafistenszene
- Dorothee Schmitz-Köster (* 1950), deutsche Autorin und Journalistin

### E
- E. Robert Schmitz (1889–1949), französischer Pianist und Musikpädagoge
- Eduard Schmitz (Landrat) (1838–1895), deutscher Verwaltungsjurist
- Eduard Schmitz (Kaufmann) (1897–1956), deutscher Kaufmann und Kulturförderer
- Eduard Schmitz (Bildhauer) (1897–1965), deutscher Bildhauer und Steinmetz
- Egon Schmitz-Cliever (1913–1975), deutscher Arzt und Medizinhistoriker
- Elisabeth Schmitz (Malerin, 1886) (1886–1954), deutsche Malerin, Zeichnerin und Kunstpädagogin
- Elisabeth Schmitz (1893–1977), deutsche Widerstandskämpferin
- Elisabeth Schmitz (Malerin, 1910) (1910–1998), deutsche Malerin
- Elisabeth Schmitz-Mayer-Harting (1929–2009), österreichische Redakteurin; Literaturwissenschaftlerin und Gründerin der KÖF
- Elisabeth Barbara Schmitz (1928–2006), deutsche Richterin am Bundespatentgericht
- Else Schmitz-Gohr (1901–1987), deutsche Pianistin und Komponistin
- Emil Schmitz (Politiker), deutscher Politiker, Bürgermeister von Bottrop
- Emil Schmitz (Jesuit) (1907–1973), Jesuit und Redakteur (Radio Vatikan)
- Emil-Heinz Schmitz (1912–nach 1998), deutscher Naturwissenschaftler und Wissenschaftsautor
- Emilie Schmitz (1807–1891), deutsche Wohltäterin
- Engelbert Schmitz (1682–1767), deutscher Zisterzienserabt
- Ernst Schmitz (Priester) (1845–1922), deutscher Ordenspriester und Naturforscher
- Ernst Schmitz (Maler) (1859–1917), deutscher Maler
- Ernst Schmitz (Jurist) (1895–1942), deutscher Rechtswissenschaftler
- Ernst Schmitz (Chemiker) (1928–2021), deutscher Chemiker und Hochschullehrer
- Ernst Ludwig Eberhard Schmitz (1882–1960), deutscher Chemiker und Hochschullehrer
- Ettore Schmitz (1861–1928), italienischer Schriftsteller, siehe Italo Svevo
- Eugen Schmitz (1882–1959), deutscher Musikwissenschaftler
- Eugene Schmitz (1864–1928), US-amerikanischer Politiker

### F
- Fabian Schmitz-Herscheidt (* 1977), deutscher Jurist, Richter am Bundesfinanzhof
- Ferdinand Schmitz (Autor) (1866–1943), deutscher Lehrer, Journalist und Heimathistoriker
- Ferdinand Schmitz (Ringer) (1919–1981), deutscher Ringer
- Fitti Schmitz (Peter Schmitz; 1907–nach 1942), deutscher Fußballspieler
- Frank Schmitz (General) (* 1963), deutscher Brigadegeneral und Abteilungsleiter Personal im Kommando Streitkräftebasis
- Frank Schmitz (Historiker) (* 1972), deutscher Kunst- und Architekturhistoriker
- Franz Schmitz (Architekt) (1832–1894), deutscher Architekt
- Franz Schmitz (Geistlicher) (1874–1919), österreichischer katholischer Priester, Redakteur und Politiker (CSP)
- Franz Schmitz (Gewichtheber), deutscher Gewichtheber
- Franz Schmitz (Radsportler), deutscher Radsportler
- Franz Schmitz (Hockeyspieler), deutscher Hockeyspieler
- Franz Schmitz (Manager) (1918–2016), Schweizer Bankier, Versicherungsmanager und Herausgeber
- Franz Schmitz (SS-Mitglied), deutsches Waffen-SS-Mitglied und HIAG-Funktionär
- Franz Schmitz-Lenders (1896–1982), deutscher Wasserbauingenieur und Regierungsbaumeister
- Franz Edmund Josef von Schmitz-Grollenburg (1776–1844), deutscher Diplomat und Politiker
- Franz Theodor Schmitz, bekannt als Theo Lingen (1903–1978), deutscher Schauspieler, Regisseur und Autor
- Friederike Schmitz (* 1982), deutsche Philosophin der Tierethik
- Friedhelm Schmitz-Jersch (* 1947), deutscher Jurist und Staatssekretär
- Friedrich Schmitz (Politiker) (1762–nach 1813), deutscher Kaufmann und Politiker, MdL Westphalen
- Friedrich Schmitz (Botaniker) (1850–1895), deutscher Botaniker
- Friedrich Schmitz (Heimatforscher) (1940–2020), deutscher Jurist und Heimatforscher
- Friedrich Schmitz-Bellinger (1891–1947), deutscher Maler
- Friedrich Schmitz-Philippi (1867–??), deutscher Violinist und Violinlehrer
- Fritz Schmitz (Unternehmer) (1861–1918), Schweizer Fabrikant und Firmengründer
- Fritz Schmitz (Jurist) (1897–1990), deutscher Jurist, Träger des Großen Bundesverdienstkreuzes
- Fritz Schmitz (Maler) (1920–2010), deutscher Maler, Zeichner und Gestalter

### G
- Georg Schmitz (Politiker, 1819) (1819–1879), deutscher Jurist und Politiker, MdL Hessen
- Georg Schmitz (Maler) (1851–1917), deutscher Maler
- Georg Schmitz (Mathematiker) (1914–1983), deutscher Physiker, Mathematikdidaktiker und Hochschullehrer
- Georg Schmitz (Politiker, 1926) (1926–1971), deutscher Politiker, Oberbürgermeister von Wattenscheid
- Georg Schmitz (Jurist) (* 1939), österreichischer Jurist, Verwaltungsbeamter und Autor
- Georg Schmitz (Politiker, 1950) (* 1950), deutscher Politiker, Bürgermeister a. D. von Geilenkirchen
- Georg Schmitz (Komponist) (* 1958), deutscher Komponist und Musikpädagoge
- Georg Schmitz (Ingenieur) (* 1965), deutscher Elektrotechnikingenieur und Hochschullehrer
- Georges Schmitz (1925–1983), deutscher Psychologe
- Gerd Schmitz (1943–1995), deutscher Fußballspieler
- Gerhard Schmitz (Physiker) (1907–1984), deutscher Strömungsmechaniker
- Gerhard Schmitz (Historiker) (* 1947), deutscher Historiker
- Gregor Peter Schmitz (* 1975), deutscher Journalist und Buchautor
- Günter Schmitz (Maler) (1909–2002), deutscher Maler und Grafiker
- Günter Schmitz (Sprecher) (1923–1996), deutscher Autor, Sprecher und Regisseur von Hörspielen
- Günther Schmitz (* 1953), Vizepräsident des Deutschen Patent- und Markenamts
- Günther Schmitz-Gielsdorf (1921/1922–2002), deutscher Architekt

### H
- HaGü Schmitz (Gerhard Hans-Günther Schmitz; * 1957), deutscher Komponist und Musikproduzent
- Hanns Schmitz (Chemiker) (* 1922), deutscher Chemiker
- Hanns Theo Schmitz-Otto (1908–1992), deutscher Kaufmann und Büchersammler
- Hans Schmitz (Architekt)  (1883–1954), deutscher Architekt
- Hans Schmitz (Bildhauer) (1896–1977), deutscher Bildhauer und Grafiker
- Hans Schmitz (Politiker)  (1896–1986), deutscher Politiker (CDU), MdB
- Hans Schmitz (Rechtswissenschaftler) (1897–1970), österreichischer Sozialwissenschaftler
- Hans Schmitz (Widerstandskämpfer) (1914–2007), deutscher Widerstandskämpfer
- Hans Schmitz (Journalist) (1927–2022), deutscher Journalist
- Hans Schmitz-Wiedenbrück (eigentlich Hans Schmitz; 1907–1944), deutscher Maler
- Hans Aloys Schmitz (1899–1973), deutscher Kinderpsychiater
- Hans-Dieter Schmitz (* 1947), deutscher Handballtrainer
- Hans Günter Schmitz (* 1954), deutscher Kommunikationsdesigner und Autor
- Hans Heinrich Schmitz (1916–2000), deutscher Dirigent und Schachkomponist
- Hans-Peter Schmitz (Musiker) (1916–1995), deutscher Flötist und Hochschullehrer
- Hans Peter Schmitz (Politiker, 1937) (* 1937), deutscher Landwirt und Politiker (CDU)
- Hans-Peter Schmitz (Politiker, 1958) (* 1958), deutscher Politiker (parteilos)
- Harald Schmitz-Schmelzer (1953–2019), deutscher Maler und Objektkünstler
- Hector Aron Schmitz, Geburtsname von Italo Svevo (1861–1928), italienischer Schriftsteller
- Hedwig Schmitz (1887–1976), deutsche Schauspielerin
- Hedwig Schmitz-Schweicker, deutsche Sängerin
- Heiner Schmitz (* 1979), deutscher Jazzmusiker
- Heinrich Schmitz (Kupferstecher) (1749–1784), deutscher Kupferstecher
- Heinrich Schmitz (Lehrer) (1812–1865), deutscher Lehrer
- Heinrich Schmitz (Heimatforscher) (1874–1943), deutscher Lehrer und Heimatforscher
- Heinrich Schmitz (Unternehmer) (1885–nach 1958), deutscher Unternehmer
- Heinrich Schmitz (Architekt) (1890–nach 1929), deutscher Architekt
- Heinrich Schmitz (Pfarrer, 1890) (1890–1968), deutscher evangelischer Pfarrer
- Heinrich Schmitz (Mediziner) (1896–1948), deutscher Mediziner
- Heinrich Schmitz (Pfarrer, 1903) (1903–1993), deutscher katholischer Geistlicher
- Heinrich Schmitz (Botaniker) (1904–1981), deutscher Botaniker
- Heinrich Schmitz (Radsportler) (1904–1988), deutscher Radrennfahrer
- Heinrich Schmitz (Gestapo) (1907–1963), deutscher Kriminalbeamter
- Heinrich Schmitz (Politiker) (1929–2000), deutscher Politiker (CDU)
- Heinrich Walter Schmitz (* 1948), deutscher Kommunikationswissenschaftler
- Heinz Schmitz (Politiker) (1909–1991), deutscher Politiker (CDU)
- Heinz Schmitz (Heimatforscher) (1914–1985), deutscher Heimatforscher
- Heinz Schmitz (Schachfunktionär) (1931–2021), deutscher Schachfunktionär
- Heinz Schmitz (Architekt) (1940–1992), deutscher Architekt
- Heinz-Dieter Schmitz (* 1950), deutscher Fußballspieler
- Heinz-Gerd Schmitz (* 1950), deutscher Philosoph
- Heinz R. Schmitz (auch Heinz Schmitz, Pseudonym Ernst R. Korn; 1936–1982), deutsch-französischer Ordensmann (PFJ), Philosoph, Theologe und Herausgeber
- Heinz-Walter Schmitz (* 1944), deutscher Kirchenmusiker, Autor und Komponist
- Helene Schmitz (1874–1945), deutsche Politikerin (SPD), MdL Preußen
- Helmut Schmitz (* 1956), deutscher Fußballspieler
- Hendrik Schmitz (* 1978), deutscher Politiker (CDU)
- Hennes Schmitz (1907–1993), deutscher Fußballspieler
- Herbert Schmitz (* 1940), deutscher Heimatforscher
- Heribert Schmitz (Theologe, 1929) (1929–2018), deutscher Theologe und Kirchenrechtler
- Heribert Schmitz (Theologe, 1932) (1932–2013), deutscher Theologe und Domkapitular
- Heribert Schmitz (Jurist) (* 1953), deutscher Verwaltungs- und Personenstandsrechtler
- Heribert Schmitz-Hübsch (1903–1973), deutscher Gärtner und Obstzüchter
- Hermann Schmitz (Maler, 1812) (1812–um 1870), deutscher Maler
- Hermann Schmitz (Richter) (1873–1952), deutscher Richter
- Hermann Schmitz (Entomologe) (1878–1960), deutscher Insektenkundler
- Hermann Schmitz (Industrieller) (1881–1960), deutscher Industrieller
- Hermann Schmitz (Kunsthistoriker) (1882–1946), deutscher Kunsthistoriker
- Hermann Schmitz (Althistoriker) (1891–1976), deutscher Althistoriker
- Hermann Schmitz (Schriftsteller) (1902–1965), deutscher Theaterschriftsteller und Spielleiter
- Hermann Schmitz (Maler, 1904) (1904–1931), deutscher Maler
- Hermann Schmitz (Mediziner), deutscher Mediziner
- Hermann Schmitz (Philosoph) (1928–2021), deutscher Philosoph
- Hermann Harry Schmitz (1880–1913), deutscher Autor
- Hermann Josef Schmitz (1936–2016), deutscher Politiker (CDU)
- Hermann Joseph Schmitz (1841–1899), deutscher Geistlicher, Weihbischof im Erzbistum Köln
- Hermann Wilhelm Schmitz (1831–1887), deutscher Kaufmann, siehe Wilhelm Schmitz (Kaufmann)
- Horst Schmitz (* 1963), deutscher Basketballspieler
- Hubert Schmitz (Lehrer) (1932–2021), deutscher Lehrer und Schulleiter
- Hubert Schmitz (Fußballspieler) (* 1955), deutscher Fußballspieler

### I
- Ilse Schmitz, vor 1934 Ilse Pieper (1904–1979), deutsche Malerin
- Inge Schmitz-Feuerhake (* 1935), deutsche Physikerin und Mathematikerin
- Ingeborg Schmitz (* 1922), deutsche Schwimmerin
- Ingola Schmitz (* 1962), deutsche Politikerin (FDP)
- Ingrid Schmitz (* 1955), deutsche Schriftstellerin

### J
- James H. Schmitz (1911–1981), US-amerikanischer Schriftsteller
- Jean Schmitz (Maler) (1912–1999), deutscher Maler
- Jean Paul Schmitz (1899–1970), deutscher Maler
- Jean-Pierre Schmitz (1932–2017), luxemburgischer Radrennfahrer
- Jessica Schmitz (* 1981), deutsche Voltigiererin, siehe Jessica Lichtenberg
- Jörg Schmitz (* 1969), deutscher Designer und Künstler
- Johann Schmitz (Jurist) (1693–1751), deutscher Jurist und Baubeamter
- Johann Schmitz (Fabrikant) (1858–1933), deutscher Fabrikant
- Johann Anton Schmitz (1770–1857), deutscher Jurist, Beamter und Kunstsammler
- Johann Georg Schmitz (1761–1845), deutscher Buchhändler und Kunstsammler
- Johann Hubert Schmitz (1807–1882), deutscher katholischer Geistlicher und Heimatforscher
- Johann Jakob Schmitz (1724–1810), deutscher Maler
- Johann Joseph Schmitz (1784–nach 1816), deutscher Zeichner und Maler
- Johann Joseph Schmitz (Botaniker) (1813–1845), deutscher Lehrer und Botaniker
- Johann Wilhelm Schmitz (1774–1841), deutscher Geistlicher, Kapitularvikar in Köln
- Johannes Schmitz (Politiker) (1869–1957), deutscher Politiker (Zentrum)
- Johannes Schmitz (Maler) (1909–1970), deutscher Maler
- Johannes Schmitz (Musiker) (* 1987), deutscher Jazz- und Fusionmusiker
- Johannes Andreas Schmitz (1621–1652), niederländischer Mediziner, Rektor der Universität Harderwijk
- John G. Schmitz (1930–2001), US-amerikanischer Politiker (Republikanische Partei)
- Josef Schmitz (Architekt) (1860–1936), deutscher Architekt
- Josef Schmitz (Theologe, 1914) (1914–2009), deutscher Ordensgeistlicher und Theologe
- Josef Schmitz (Theologe, 1925) (Joseph Schmitz; 1925–2013), deutscher katholischer Theologe und Hochschullehrer
- Josef Schmitz (Biologe) (* vor 1962), deutscher Biologe und Hochschullehrer für Biologische Kybernetik
- Josef Schmitz-Helbig (1921–2008), deutscher Architekt
- Josef Schmitz (Pädagoge) (1934–2018), deutscher Pädagoge und Historiker
- Josef Schmitz van Vorst (1910–1981), deutscher Journalist
- Josef N. Schmitz (1918–1984), deutscher Sportpädagoge, Präsident der DLRG
- Joseph Schmitz (Geistlicher) (1900–1986), deutscher katholischer Geistlicher, Bundespräses der Schönstatt-Priester
- Joseph Schmitz (1901–1941), deutscher Politiker (KPD), siehe Fritz Eichenwald
- Julian Schmitz (Turner) (1881–1943), US-amerikanischer Turner
- Julian Schmitz-Avila (* 1986), deutscher Kunst- und Antiquitätenhändler sowie Auktionator
- Julius Schmitz-Bous (1904–1978), deutscher Bühnenbildner
- Jupp Schmitz (1901–1991), deutscher Unterhaltungskünstler
- Jutta Schmitz (* 1957), deutsche Diplomatin

### K
- Kai Peter Schmitz (* 1971), deutscher Fußballtrainer
- Karl Schmitz (Politiker, 1807) (1807–1882), deutscher Kaufmann und Politiker, Bürgermeister von Mainz
- Karl Schmitz (Politiker, 1881) (1881–1955), deutscher Politiker (Zentrum), MdR
- Karl Schmitz (Fußballspieler) (1924–1981), deutscher Fußballspieler
- Karl Schmitz-Grön (1896–2000), deutscher Karnevalist
- Karl Schmitz-Moormann (1928–1996), deutscher Philosoph und Theologe
- Karl Schmitz-Scholl senior (1868–1933), deutscher Großhandelskaufmann
- Karl Schmitz-Scholl junior (1896–1969), deutscher Großhandelskaufmann
- Karl-Bernhard Schmitz (* 1936), deutscher Richter
- Karl-Heinz Schmitz (1932–2016), deutscher Politiker (CDU)
- Karl-Heinz Schmitz (Architekt) (* 1949), deutscher Architekt und Hochschullehrer
- Karl Theodor Schmitz (1905–1969), deutscher Politiker (CDU), Bezirksbürgermeister von Berlin-Tempelhof
- Katharina Schmitz (* 1986), deutsche Maschinenbauingenieurin und Hochschullehrerin
- Käthe Schmitz-Imhoff (1893–1985), deutsche Malerin und Grafikerin
- Katja Schmitz (* 1973), deutsche Schauspielerin
- Katja Schmitz (Chemikerin) (* 1978), deutsche Chemikerin und Hochschullehrerin
- Katja Schmitz-von Ledebur (* 1967), österreichische Kuratorin und Autorin
- Katrin Hesse-Schmitz (* 1964), deutsche Rechtswissenschaftlerin, siehe Katrin Hesse
- Kim Schmitz (* 1974), deutscher Unternehmer, siehe Kim Dotcom
- Klaus Schmitz (Dramaturg) (* um 1941), deutscher Hörspieldramaturg
- Klaus-Dirk Schmitz (* 1951), deutscher Computerlinguist und Terminologe
- Klaus Peter Schmitz (Heimatforscher) (1944–2020), deutscher Autor und Heimatforscher
- Klaus-Peter Schmitz (Ingenieurwissenschaftler) (* 1946), deutscher Ingenieurwissenschaftler und Biomedizintechniker
- Kurt Schmitz (Unternehmer) (1895–1984), deutscher Stahlindustrieller
- Kurt Schmitz (1929–2003), deutscher Politiker (SPD), Oberbürgermeister von Bottrop

### L
- Lars Schmitz-Eggen (* 1965), deutscher Autor und Journalist
- Leo Schmitz-Both (1892–1977), deutscher Weinbrenner, Unternehmer und Verbandsfunktionär
- Leonhard Schmitz (1807–1890), deutscher Althistoriker und Altphilologe
- Lisa Schmitz (* 1992), deutsche Fußballspielerin
- Lucas Schmitz (* 1994), deutscher Politiker (CDU)
- Lucia Schmitz (* 2000), deutsche Eishockeyspielerin
- Ludolf Schmitz (1866–1947), deutscher Chemiker und Fabrikant
- Ludwig Schmitz (Richter) (1845–1917), deutscher Jurist und Richter
- Ludwig Schmitz (Architekt) (1858–1924), deutscher Architekt
- Ludwig Schmitz (Schauspieler) (1884–1954), deutscher Schauspieler
- Ludwig Schmitz-Kallenberg (1867–1937), deutscher Historiker und Archivar
- Luise Schmitz (* 1930), deutsche Badmintonspielerin
- Lukas Schmitz (* 1988), deutscher Fußballspieler

### M
- Manfred Schmitz (1939–2014), deutscher Komponist und Pianist
- Manfred Schmitz-Kaiser (* 1951), deutscher Rechtsanwalt und Bankmanager
- Marc Schmitz (1963–2023), deutscher Künstler
- Marco Schmitz (* 1979), deutscher Politiker (CDU) und Mitglied des Landtages Nordrhein-Westfalen
- Maria Schmitz (Schriftstellerin) (1858–1945), deutsche Schriftstellerin
- Maria Schmitz (Politikerin) (1875–1962), deutsche Politikerin (Zentrum)
- Markus Schmitz (Philosoph) (1963–2009), deutscher Philosoph
- Markus Schmitz (Historiker) (* 1973), deutscher Historiker
- Marlene Schmitz-Portz (* 1938), deutsche Leichtathletin
- Martin Schmitz (* 1956), deutscher Verleger und Dozent
- Martin Schmitz-Kuhl (* 1970), deutscher Journalist, Autor und Herausgeber
- Maurice Schmitz (* 1998), deutscher Reality-TV Darsteller und Influencer
- Max Schmitz (* 1936), deutscher Bildhauer
- Maximilian Schmitz-Mancy (1856–1918), deutscher Pädagoge, Lehrwerkautor und Historiker
- Melanie Schmitz (* 1994/1995), rechtsextreme Aktivistin
- Michael Schmitz (Agrarwissenschaftler) (* 1949), deutscher Agrarökonom
- Michael Schmitz (Psychologe) (* 1954), deutscher Journalist und Psychologe
- Michael Schmitz-Aufterbeck (* 1955), deutscher Dramaturg und Theaterintendant
- Michael Hubert Schmitz (1830–1898), deutscher Maler, Zeichner und Grafiker
- Mike Schmitz (Geistlicher) (* 1974), US-amerikanischer, römisch-katholischer Priester, Autor und Redner
- Mike Schmitz (Eishockeyspieler) (* 1995), deutscher Eishockeyspieler
- Monika Schmitz-Emans (* 1956), deutsche Literaturwissenschaftlerin

### N
- Nela Schmitz (* 1985), deutsche Schauspielerin
- Nils Owen Schmitz (* 2001), deutscher Basketballspieler
- Nina Schmitz (* 1968), deutsche Fotokünstlerin und Filmemacherin
- Norbert Schmitz (Physiker) (* 1933), deutscher Physiker und Hochschullehrer
- Norbert Schmitz (Mathematiker) (* 1939), deutscher Mathematiker und Hochschullehrer
- Norbert Schmitz (Fußballspieler) (1958–1998), deutscher Fußballspieler

### O
- Oliver Schmitz (Regisseur) (* 1960), südafrikanischer Regisseur, Drehbuchautor und Filmeditor deutscher Abstammung
- Oliver Schmitz (Moderator), deutscher Moderator und Werbesprecher
- Oliver J. Schmitz (* 1968), deutscher Analytischer Chemiker
- Oscar A. H. Schmitz (Oscar Adolf Hermann Schmitz; 1873–1931), deutscher Dichter und Philosoph
- Oskar Schmitz (1916–nach 1945), deutscher Funktionshäftling
- Otto Schmitz (Ingenieur) (Otto Heinrich Theodor Schmitz; 1879–1965), deutscher Ingenieur, Hochschullehrer, Industriemanager und Politiker (CDU)
- Otto Schmitz (Politiker, 1883) (1883–1942), deutscher Verwaltungsjurist und Politiker, Bürgermeister von Bocholt
- Otto Schmitz (Theologe) (Karl Otto Schmitz; 1883–1957), deutscher Theologe und Hochschullehrer
- Otto Schmitz (Architekt) (1897–nach 1953), deutscher Architekt und Bauunternehmer
- Otto Schmitz-Dumont (1899–1982), deutscher Chemiker und Hochschullehrer
- Otto Schmitz-Hübsch (1868–1950), deutscher Obstbauer und Züchter

### P
- Pablo Ervin Schmitz Simon (* 1943), US-amerikanischer Ordensgeistlicher, Bischof von Bluefields
- Patrick Ludovicus Schmitz (* 1978), deutscher Theaterschauspieler, Sänger, Synchronsprecher und Regisseur
- Patrick M. Schmitz, deutscher Filmkomponist
- Patrick W. Schmitz (* 1982), deutscher Ökonom
- Paul Schmitz, eigentlicher Name von Dominik Müller (1871–1953), Schweizer Schriftsteller, Journalist und Übersetzer
- Paul Schmitz (Dirigent) (1898–1992), deutscher Dirigent
- Paul Schmitz (Politiker) (1920–1993), deutscher Politiker (CDU)
- Paul Schmitz-Moormann (Mediziner) (* 1930), deutscher Pathologe und Hochschullehrer
- Paul Schmitz-Moormann (Musiker) (* 1975), deutscher DJ und Musiker
- Paul Schmitz-Voigt (1886–1966), deutscher Polizist und SS-Führer
- Paul August Schmitz (1903–1948), deutscher Journalist
- Peter Schmitz (Unternehmer) (1883–1961), Schweizer Ingenieur und Industrieller
- Peter Schmitz (Schriftsteller) (1887–1938), belgischer Schriftsteller, Journalist, Kunsthändler und Geheimagent
- Peter Schmitz (Dirigent) (1895–1964), deutscher Dirigent
- Peter Schmitz (1907–nach 1942), deutscher Fußballspieler, siehe Fitti Schmitz
- Peter Schmitz (Schauspieler) (1923–2006), deutscher Schauspieler
- Peter Schmitz (Reiter), deutscher Springreiter
- Peter Schmitz (Diplomat) (* 1954), deutscher Diplomat
- Peter Schmitz (Politiker) (* 1955), deutscher Politiker (FDP)
- Peter Schmitz (Architekt) (* 1958), deutscher Architekt und Hochschullehrer
- Peter Schmitz (Bildhauer) (* 1959), deutscher Bildhauer, Kunsthandwerker und Designer
- Peter Schmitz (Musikwissenschaftler) (* 1979), deutscher Musikwissenschaftler
- Peter Josef Schmitz (1879–1944), deutscher Politiker, Oberbürgermeister von Düren
- Petra Schmitz (* 1972), belgische Politikerin
- Philipp Schmitz (Maler) (Kirmesschmitz; 1824–1887), deutscher Maler der Düsseldorfer Schule
- Philipp Schmitz (Theologe) (1935–2015), deutscher Jesuit und Moraltheologe
- Philipp Moritz von Schmitz-Grollenburg (1765–1849), württembergischer Diplomat

### Q
- Quirino Adolfo Schmitz (1918–2007), brasilianischer Geistlicher, Bischof von Teófilo Otoni

### R
- Rafael Schmitz (* 1980), brasilianischer Fußballspieler
- Rainer Schmitz (Journalist) (* 1950), deutscher Journalist
- Rainer Schmitz (Hornist) (* 1954), deutscher Hornist
- Rainer Theodor Schmitz (1965–2022), deutscher Komponist und Kirchenmusiker
- Ralf Schmitz (Unternehmer) (* 1953), deutscher Projektentwickler
- Ralf Schmitz (* 1974), deutscher Comedian
- Reiner Schmitz (* 1947), deutscher Schulleiter und hamburgischer Staatsrat
- Reinhard Schmitz (Fußballspieler) (* 1951), deutscher Fußballspieler
- Reinhard Schmitz-Scherzer  (1938–2016), Schweizer Gerontologe und Hochschullehrer
- Richard Schmitz (Politiker, 1885) (1885–1954), österreichischer Politiker (CS, VF)
- Richard Schmitz (Hotelier) (* 1937), deutscher Hotelier
- Richard Schmitz (Politiker, 1940) (* 1940), österreichischer Politiker (ÖVP) und Moderator
- Robby Schmitz (1925–2005), deutscher Jazz- und Unterhaltungsmusiker
- Robert Schmitz (* 1963), deutscher Fußballspieler
- Robert August Schmitz (1894–1978), Schweizer Maler, Bildhauer und Schriftsteller
- Roland Schmitz (* 1959), deutscher Rechtswissenschaftler
- Rolf Schmitz (Admiral) (* 1949), deutscher Flottillenadmiral
- Rolf Martin Schmitz (* 1957), deutscher Industriemanager
- Romedio Schmitz-Esser (* 1978), deutscher Historiker, Kunsthistoriker und Kulturwissenschaftler
- Ronaldo Schmitz (* 1938), deutscher Manager
- Roswitha Schmitz (* 1957), deutsche Tischtennisspielerin
- Rudi Schmitz (1937–2020), deutscher Politiker und Bürgermeister
- Rudolf Schmitz (Pharmaziehistoriker) (1918–1992), deutscher Apotheker und Pharmaziehistoriker
- Rudolf Schmitz (Kunstkritiker) (* 1951), deutscher Kunstkritiker und Journalist
- Rudolf Schmitz (Physiker) (* 1953), deutscher Physiker und Hochschullehrer
- Rudolf Schmitz-Perrin (* vor 1958), französisch-deutscher Philosoph und Psychotherapeut
- Rudolf Michael Schmitz (* 1957), deutscher Theologe
- Ruth Schmitz-Ehmke (1925–2007), deutsche Kunsthistorikerin
- Ruth Schmitz-Streit (* 1965), deutsche Mikrobiologin und Hochschullehrerin

### S
- Sabine Schmitz (1969–2021), deutsche Automobilrennfahrerin und Fernsehmoderatorin
- Sarah Schmitz (Fußballspielerin, 1985) (* 1985), deutsche Fußballspielerin
- Sarah Schmitz (Fußballspielerin, 1995) (* 1995), deutsche Fußballspielerin
- Sarah Schmitz (Leichtathletin) (* 1998), deutsche Langstreckenläuferin
- Sascha Schmitz (* 1972), deutscher Singer-Songwriter, siehe Sasha (Sänger)
- Siegfried Schmitz (Übersetzer, 1886) (1886–1941), österreichischer Journalist, Übersetzer und Regisseur
- Siegfried Schmitz (Übersetzer, 1931) (* 1931), deutscher Sachbuchautor, Übersetzer und Herausgeber
- Sigrid Schmitz (* 1961), Biologin, Genderforscherin und Hochschullehrerin
- Simon Schmitz (* 1990), deutscher Basketballspieler
- Simone Schmitz-Spanke (* 1966), deutsche Arbeitsmedizinerin und Hochschullehrerin
- Stefan Schmitz (Theologe) (* 1943), deutscher Theologe
- Stefan Schmitz (Architekt) (* 1954), deutscher Architekt
- Stefan Schmitz (Geowissenschaftler) (* 1958), deutscher Geowissenschaftler
- Stefan Schmitz (Mörder) (* um 1960), deutscher Arzt und Mörder
- Stefan Schmitz (Journalist) (* 1964), deutscher Journalist
- Stefan Schmitz (Radsportler) (* 1971), deutscher Radsportler
- Stefan Schmitz (Filmschaffender), deutscher Filmschaffender
- Sybille Schmitz (1909–1955), deutsche Schauspielerin

### T
- Tanja Schmitz (* 1973), deutsche Schauspielerin und Synchronsprecherin
- Tara Schmitz (* 1998), deutsche Eishockeyspielerin
- Theo Schmitz (1910–nach 1971), deutscher Tonmöbel-Fabrikant
- Theodor Schmitz (Geistlicher, 1838) (1838–1892), deutscher Geistlicher, Pfarrer in Harsum
- Theodor Schmitz (Geistlicher, 1869) (1869–1938), deutscher Geistlicher, Pfarrer in Kranenburg
- Theodor Schmitz (Geistlicher, 1916) (1916–2003), deutscher Geistlicher, Generalvikar in Berlin
- Thomas Schmitz (Geistlicher, 1691) (1691–1758), deutscher Geistlicher und Theologe
- Thomas Schmitz (Geistlicher, 1849) (Franz Thomas Schmitz; 1849–1909), deutscher Geistlicher, Theologe und Herausgeber
- Thomas Schmitz (Architekt) (Thomas Heinrich Schmitz; * 1956), deutscher Architekt und Hochschullehrer
- Thomas Schmitz (Jurist) (* 1960), deutscher Jurist und Hochschullehrer
- Thomas Schmitz (Organist) (* 1971), deutscher Organist
- Thomas Schmitz (Cellist) (* 1978), deutscher Cellist und Hochschullehrer
- Thomas Schmitz-Bender (1943–2016), deutscher Studentenfunktionär, Regisseur und Schriftsteller
- Thomas Schmitz-Günther (* 1953), deutscher Journalist
- Thomas Schmitz-Rixen (* 1954), deutscher Gefäßchirurg und Hochschullehrer
- Thomas Schmitz-Rode (* 1958), deutscher Mediziner und Hochschullehrer
- Thomas A. Schmitz (* 1963), deutscher Altphilologe und Hochschullehrer
- Thorsten Schmitz (* 1966), deutscher Journalist
- Tilo Schmitz (* 1959), deutscher Synchronsprecher
- Timo Schmitz (* 1993), deutsch-luxemburgischer Philosoph und Autor
- Tobias Schmitz (Musiker) (* 1983), deutscher Musiker, Komponist und Produzent
- Tobias Schmitz, Alternativname von Tobias Schmidt (Synchronsprecher) (* 1983), deutscher Synchron- und Hörspielsprecher
- Tobias Schmitz (Eishockeyspieler) (* 1997), deutscher Eishockeyspieler
- Tobias Schmitz (Handballspieler) (* 2001), deutscher Handballspieler
- Torsten Schmitz (* 1964), deutscher Boxer und Boxtrainer

### U
- Udo-Klaus Schmitz (* vor 1961), deutscher Pflanzengenetiker und Hochschullehrer
- Ulla Schmitz (* 1950), deutsche Reisejournalistin, siehe Ulla Ackermann
- Ulrich Schmitz (* 1948), deutscher Linguist und Germanist
- Uwe Schmitz (* 1960), deutscher Politiker (parteilos)

### V
- Volker G. Schmitz (* 1961), deutscher Fernsehmoderator

### W
- Walter Schmitz (Ingenieur) (1910–1983), deutscher Ingenieur, Verkehrswissenschaftler und Hochschullehrer
- Walter Schmitz (General) (* 1934), deutscher Offizier, zuletzt Generalleutnant der Bundeswehr
- Walter Schmitz (* 1953), deutscher Germanist
- Walter Schmitz-Valckenberg (* 1934), deutscher Jurist, Notar und Honorarprofessor
- Werner Schmitz (Bibliothekar) (1894–1979), deutscher Bibliothekar
- Werner Schmitz (Literaturwissenschaftler) (1919–1981), deutscher Literaturwissenschaftler
- Werner Schmitz (General) (1921–1977), deutscher Offizier, zuletzt Generalleutnant der Bundeswehr
- Werner Schmitz (Schriftsteller) (* 1948), deutscher Schriftsteller
- Werner Schmitz (Übersetzer) (* 1953), deutscher Übersetzer
- Werner Schmitz (Fußballspieler) (* 1969), deutscher Fußballspieler
- Wilhelm Schmitz (Philologe) (1828–1898), deutscher Philologe und Gymnasialdirektor
- Wilhelm Schmitz (Kaufmann) (Hermann Wilhelm Schmitz; 1831–1887), deutscher Kaufmann
- Wilhelm Schmitz (Architekt, 1850) (1850–1922), deutscher Architekt
- Wilhelm Schmitz (Architekt) (1864–1944), deutscher Architekt und Denkmalpfleger
- Wilhelm Schmitz (Politiker, 1869) (1869–1936), deutscher Politiker, Abgeordneter des Nassauischen Kommunallandtags sowie des Provinziallandtags der Provinz Hessen-Nassau
- Wilhelm Schmitz (Politiker, 1927) (* 1927), deutscher Politiker (CDU)
- Wilhelm Schmitz-Schulten (1864–1930), deutscher Maler
- Wilhelm Schmitz-Steinkrüger (1909–1994), deutscher Kunst- und Glasmaler
- Wilhelm Schmitz-Veltin (1907–1968), deutscher Museums- und Bibliotheksleiter
- Wilhelm-Heinrich Schmitz (1903–1968), deutscher Kriminalist, SS-Führer und Gestapo-Beamter
- Wilhelm J. M. Schmitz-Gilles (1893–nach 1941), deutscher Zeichner und Architekt
- Wilhelm Ludolf Schmitz (1899–1973), deutscher Physiker
- Willi Schmitz (1908–nach 1976), deutscher Gärtner und Verbandsfunktionär
- Winfried Schmitz (* 1958), deutscher Althistoriker
- Wolfgang Schmitz (Politiker, 1923) (1923–2008), österreichischer Politiker (ÖVP)
- Wolfgang Schmitz (Künstler) (1934–2017), deutscher Künstler
- Wolfgang Schmitz (Politiker, 1937) (* 1937), deutscher Geologe und Politiker (CDU)
- Wolfgang Schmitz (Journalist) (* 1948), deutscher Journalist
- Wolfgang Schmitz (Politiker, 1948) (* 1948), deutscher Politiker (CDU)
- Wolfgang Schmitz (Bibliothekar) (* 1949), deutscher Bibliothekar
- Wolfgang Schmitz (Fotograf) (* 1950), deutscher Fotograf